# Alfredo Morales
Alfredo Morales, född 12 maj 1990 i Berlin, Tyskland, är en amerikansk-tysk fotbollsspelare som spelar för San Jose Earthquakes. Han har även representerat USA:s landslag.

## Klubbkarriär
Den 4 januari 2024 värvades Morales av San Jose Earthquakes, där han skrev på ett ettårskontrakt.

## Landslagskarriär
Morales debuterade för USA:s landslag den 29 januari 2013 i en vänskapslandskamp mot Kanada (0–0), där han blev inbytt i den 74:e minuten mot Kyle Beckerman.